# Pomoxis nigromaculatus
Pomoxis nigromaculatus is een straalvinnige vissensoort uit de familie van de zonnebaarzen (Centrarchidae). De wetenschappelijke naam van de soort is voor het eerst geldig gepubliceerd in 1829 door Lesueur.